# Zatoka Manilska
Zatoka Manilska – zatoka Morza Południowochińskiego, głęboko wcinająca się w wyspę Luzon w Archipelagu Filipińskim.
Nad zatoką leży stolica Filipin, Manila. Wejście do zatoki ma 19 km szerokości, a maksymalna jej szerokość wynosi około 48 km. W wejściu znajduje się wyspa Corregidor. Zatoka jest oddzielona od otwartego morza przez Półwysep Bataan.